# Toronto Italia
El Toronto Italia fue un equipo de fútbol de Canadá que jugó en la Canadian National Soccer League, la desaparecida primera división nacional.

## Historia
Fue fundado en el año 1969 en la ciudad de Toronto como el sucesor del desaparecido Toronto Falcons, que anteriormente se llamaba Toronto Italia y que ganó el campeonato nacional en dos ocasiones, como representante de la comunidad italiana en la ciudad.
El su primera temporada el club no cumplió con las expectativas de atraer a la comunidad italiana y solo asistían alrededor de 4500 aficionados por partido, por lo que no jugaría en la siguiente temporada.
El club regresaría a participar en la temporada 1972 pero con un concepto más variado, incluyendo jugadores de diversas nacionalidades y fueron uno de los equipos más dominantes de la liga, logrando ganar siete títulos nacionales.
A nivel internacional participó en la Copa de Campeones de la Concacaf 1976 en donde fue eliminado en la tercera ronda por el Club León de México.

## Palmarés
- Canadian National Soccer League: 7

1975, 1976, 1984, 1988, 1989, 1994, 1996

## Participación en competiciones de la Concacaf
| Temporada | Torneo                           | Ronda | Club                    | Casa  | Visita | Global |
| --------- | -------------------------------- | ----- | ----------------------- | ----- | ------ | ------ |
| 1976      | Copa de Campeones de la Concacaf | 1     | New York Inter-Giuliana | 3-2   | 2-1    | 5-3    |
| 1976      | Copa de Campeones de la Concacaf | 1     | CD Toluca               | w.o.1 | w.o.1  | w.o.1  |
| 1976      | Copa de Campeones de la Concacaf | 3     | Club León               | w.o.2 | w.o.2  | w.o.2  |

1- Toluca fue descalificado.

2- Toronto Italia abandonó el torneo.

## Jugadores

### Jugadores destacados
- José Altafini
- Carlos Quiroga
- Hugo Maradona
- Raúl Maradona
- Ferruccio Mazzola
- Mario Antonio Monge
- Carlos Metidieri
- Jack Brand
- Peter Roe
- Robert Iarusci.
- Michal Jan Batko